# Кои
Кои, още  Брокатен шаран (Cyprinus carpio haematopterus), е подвид опитомен шаран, който се използва за декоративни цели в открити водоеми или водни градини. Получен е в резултат на дългогодишна селекция в Япония и Китай. Обитава води с неутрално или леко алкално рН 7-7,5 и температура около 10–24 °С. На дължина достига максимален размер до 120 cm.

## Хранене
Декоративните шарани кои са всеядни видове. Хранят се с ракообразни, ларви, насекоми и червеи, както и с растителна храна.

## Вариации
Вариететите на Кои се отличават с различно оцветяване, като основните цветове са бяло, черно, червено, жълто, синьо и кремаво. Въпреки това възможните цветове са практически неограничени. Най-популярната категория е Gosanke, която се състои от вариететите Kohaku, Taisho Sanshoku и Showa Sanshoku.
Върху създаването на нови Кои вариетети все още се работи активно. Ghost Koi е създаден през 1980 г. и е много популярен във Великобритания. Представлява хибрид между шаран и Ogon Koi, и се отличава със своите металически люспи. Butterfly Koi е създаден през 1980 г., и се отличава с дълги перки. Той е хибрид на Кои с Азиатски шаран.